# Stupava (okres Malacky)
Stupava (německy Stampfen, maďarsky Stomfa) je město na jihozápadním Slovensku, které se nachází v okrese Malacky v Bratislavském kraji. Žije v něm přibližně 13 tisíc obyvatel.

## Historie
První písemná zmínka o městě je z roku 1269.

## Přírodní poměry
Město leží na západních svazích Malých Karpat, asi patnáct kilometrů severně od Bratislavy. V katastrálním území Stupava leží přírodní rezervace Pod Pajštúnom a zasahuje do něj část přírodní rezervace Strmina.

## Osobnosti
- Angelo Neumann (1838–1910), rakouský barytonista a divadelní ředitel
- Ferdiš Kostka (1878–1951), slovenský lidový džbánkař a figurální keramik
- Jozef Kostka (1912–1996), slovenský sochař a pedagog

## Partnerská města
- Kuřim, Česko
- Ivančice, Česko
- Svoqe, Bulharsko
- Lowicz, Polsko
- Nagykovácsi, Maďarsko